# Metabelba
Metabelba är ett släkte av kvalster. Metabelba ingår i familjen Damaeidae.

## Dottertaxa tillMetabelba, i alfabetisk ordning[1]
- Metabelba aculeata
- Metabelba aphelesa
- Metabelba benoiti
- Metabelba ericius
- Metabelba filippovae
- Metabelba flagelliseta
- Metabelba glabriseta
- Metabelba heteropoda
- Metabelba horrida
- Metabelba italica
- Metabelba machadoi
- Metabelba monilipeda
- Metabelba obtusa
- Metabelba orientalis
- Metabelba papillipes
- Metabelba paraitalica
- Metabelba parapulverosa
- Metabelba platynotus
- Metabelba propexa
- Metabelba propinqua
- Metabelba pseudoitalica
- Metabelba pseudopapillipes
- Metabelba pulverulenta
- Metabelba rara
- Metabelba rhodopeia
- Metabelba rohdendorfi
- Metabelba romandiolae
- Metabelba singularis
- Metabelba sphagni
- Metabelba tanganyikensis